# Echeveria craigiana
Echeveria craigiana är en fetbladsväxtart som beskrevs av Walther. Echeveria craigiana ingår i släktet Echeveria och familjen fetbladsväxter. Inga underarter finns listade i Catalogue of Life.